# Campionatul European de Fotbal 1972
Campionatul European de Fotbal 1972 a fost al patrulea Campionat European de Fotbal. S-a desfășurat între 14 și 18 iunie în Belgia. Turneul a fost câștigat de Germania de Vest, care a învins Uniunea Sovietică cu 3-0.

## Stadioane
| \| Bruxelles Liège Anvers \| |                    |
| Bruxelles                    |                    |
| Stadionul Heysel             | Stade Émile Versé  |
| Capacitate: 50.000           | Capacitate: 28.000 |
|                              |                    |
| Liège                        | Anvers             |
| Stadionul Sclessin           | Stadionul Bosuil   |
| Capacitate: 31.000           | Capacitate: 20.000 |
|                              |                    |
| Bruxelles Liège Anvers       |                    |

## Preliminarii
Calificările competiției s-au jucat în două stagii: faza grupelor (a avut loc între 1970 și 1971) și sferturile de finală (jucate în 1972). Au fost opt grupe cu câte 4 echipe fiecare. Meciurile s-au jucat tur-retur. Victoriile valorau 2 puncte, egalul 1 punct, iar înfrângerea 0 puncte. Numai câștigătoarele grupelor se calificau în sferturile de finală. Sferturile de finală se jucau tur-retur. Câștigătoarele sferturilor de finală ajungeau la turneul final.

## Participanți
- Belgia (prima prezență)
- Germania de Vest (prima prezență)
- Ungaria
- Uniunea Sovietică

## Turneul final
Toate orele sunt CET/UTC+1
|  | Semifinale                               | Semifinale                               |   |                                       | Finala                                  | Finala |  |
|  |                                          |                                          |   |                                       |                                         |        |  |
|  | 14 iunie – Anvers (Stadionul Bosuil)     |                                          |   |                                       |                                         |        |  |
|  | Belgia                                   | 1                                        |   |                                       |                                         |        |  |
|  | Germania de Vest                         | 2                                        |   |                                       |                                         |        |  |
|  |                                          |                                          |   |                                       |                                         |        |  |
|  |                                          |                                          |   |                                       | 18 iunie – Bruxelles (Stadionul Heysel) |        |  |
|  |                                          |                                          |   |                                       | Germania de Vest                        | 3      |  |
|  |                                          | Uniunea Sovietică                        | 0 |                                       |                                         |        |  |
|  |                                          |                                          |   |                                       |                                         |        |  |
|  |                                          |                                          |   |                                       |                                         |        |  |
|  |                                          |                                          |   |                                       | Finala mică                             |        |  |
|  | 14 iunie – Bruxelles (Stade Émile Versé) | 14 iunie – Bruxelles (Stade Émile Versé) |   | 17 iunie – Liège (Stadionul Sclessin) | 17 iunie – Liège (Stadionul Sclessin)   |        |  |
|  | Ungaria                                  | 0                                        |   | Belgia                                | 2                                       |        |  |
|  | Uniunea Sovietică                        | 1                                        |   |                                       | Ungaria                                 | 1      |  |

### Semifinale
| Belgia        | 1 – 2  | Germania de Vest |
| ------------- | ------ | ---------------- |
| Polleunis 83' | Raport | Müller 24', 71'  |

| Ungaria | 0 – 1  | Uniunea Sovietică |
| ------- | ------ | ----------------- |
|         | Raport | Konkov 53'        |

### Finala mică
| Ungaria       | 1 – 2  | Belgia                    |
| ------------- | ------ | ------------------------- |
| Kű 53' (pen.) | Report | Lambert 24' Van Himst 28' |

### Finala
| Germania de Vest           | 3 – 0  | Uniunea Sovietică |
| -------------------------- | ------ | ----------------- |
| Müller 27', 58' Wimmer 52' | Raport |                   |

## Statistici
- Cel mai rapid gol: 24 minute
  - Raoul Lambert (Belgia vs Ungaria)
  - Gerd Müller (Germania de Vest vs Belgia)

4 goluri
- Gerd Müller

1 gol
- Herbert Wimmer
- Anatoli Konkov
- Raoul Lambert
- Odilon Polleunis
- Paul Van Himst
- Lajos Kű

### Premii
Echipa UEFA a Turneului
| Portar         | Fundași             | Mijlocași      | Atacanți      |
| Evgeny Rudakov | Revaz Dzodzuashvili | Uli Hoeneß     | Raoul Lambert |
|                | Franz Beckenbauer   | Gunter Netzer  | Jupp Heynckes |
|                | Murtaz Khurtsilava  | Herbert Wimmer | Gerd Müller   |
|                | Paul Breitner       |                |               |